# Agnosphitys
Agnosphitys cromhallensis
Genre
Espèce
Agnosphitys (« race inconnue ») est un genre éteint de petits dinosaures dont l'attribution taxonomique est incertaine, comme son nom l'indique. 
Ce genre ne comprend pour le moment qu'une seule espèce, Agnosphitys cromhallensis.

## Découverte
L'espèce a été découverte en Angleterre dans la carrière de Cromhall (Gloucestershire), dont les fossiles datent du Trias supérieur, et plus précisément du Norien (227 à 208 millions d'années).
Les éléments fossiles retrouvés sont composés d'un maxillaire gauche avec quelques dents, trois astragales complètes, des humérus (quelques fragments et deux os presque complets) et plusieurs ilions.

## Classification
Bien que les auteurs de la découverte le considèrent comme un dinosauromorphe, l'espèce est considérée comme un nomen dubium}. Les os sont exposés au museum d'histoire naturelle de l'État de Virginie.
D'autres hypothèses, très différentes, en font :
- un théropode de la famille des Herrerasauridae[4] ;
- un sauropodomorphe basal de la famille des Guaibasauridae[5] ;
- un saurischien eusaurischien basal[6] ;
- un Dinosauriformes de la famille des Silesauridae[7].

## Généralités
- Son nom signifie de race inconnue
- Époque :  Trias supérieur , Norien : - 227  à - 208 Ma (millions d'années)
- Taille :  50 à 70 cm de long[8],  15 cm de haut, 3 kg
- Habitat : Europe
- Régime alimentaire : insectes et petits animaux[3]